# Алемдар, Доган
Доган Алемдар (тур. Doğan Alemdar; родился 29 октября 2002) — турецкий футболист, вратарь французского клуба «Ренн».

## Клубная карьера
Воспитанник футбольной академии клуба «Кайсериспор». 19 декабря 2019 года дебютировал в основном составе «Кайсериспора» в матче Кубка Турции против клуба «Маниса». 12 декабря 2020 года дебютировал в турецкой Суперлиге в матче против «Трабзонспора».
В августе 2021 года подписал пятилетний контракт с французским клубом «Ренн». В июле 2023 года на правах аренды перешел в клуб «Труа» до конца сезона 2023/24.

## Карьера в сборной
Выступал за сборные Турции до 17, до 18, до 19 лет. В марте 2021 года дебютировал за сборную Турции до 21 года.
В июне 2022 года дебютировал за главную сборную Турции.